# Сабатини, Рафаэль
Рафаэ́ль Сабати́ни (итал. Rafael Sabatini; 29 апреля 1875, Ези близ Анконы, Италия — 13 февраля 1950, Адельбоден, Швейцария) — английский и итальянский писатель, прославившийся историко-приключенческими романами, в частности, о вымышленном пирате капитане Бладе.

## Биография
Родился 29 апреля 1875 года в старинном итальянском городе Ези, возле Анконы, что на Адриатическом побережье. Его родители, итальянец Винченцо Сабатини (тенор) и англичанка Анна Траффорд (сопрано), родом из-под Ливерпуля, были известными в своё время оперными певцами. После рождения сына они продолжали выступать и, решив, что гастрольная жизнь не для ребёнка, отправили маленького Рафаэля в Шотландию, к родителям Анны, которые жили в маленькой деревне у Ливерпуля. Уже тогда он пристрастился к книгам и впоследствии говорил, что по-английски начал писать потому, что лучшие рассказы прочитал именно на английском языке.
Вскоре родители Рафаэля завершили артистическую карьеру и стали преподавать пение, открыв в Порту свою первую школу. И мальчик, которому тогда было около семи лет, переехал к родителям; там же в Португалии он учился в католической школе, а к итальянскому и английскому языкам, которыми он владел с раннего детства, добавился португальский. Через несколько лет семья Сабатини вернулась в Италию, обосновавшись в Милане, а сына отправили учиться в Швейцарию, где он, естественно, добавил к числу известных ему языков французский и немецкий — и первые его пробы пера были именно на французском языке, в швейцарской школе. В возрасте 17 лет Рафаэль Сабатини покинул школу, и его отец, сочтя, что свободное владение пятью языками поможет сыну сделать карьеру коммерсанта, отправил его в Англию. И в 1892 году тот прибыл в Ливерпуль и несколько лет работал переводчиком.
В середине 1890-х годов Рафаэль начал писать, а в 1899 году уже сумел заинтересовать своими рассказами ведущие английские журналы. В 1901 году он получил контракт на роман, не написав ещё ни единого, а в 1904-м вышла его первая книга. В 1905 году, с выходом второй, он совсем отказался от коммерческой карьеры и целиком посвятил себя литературе — каждый год писал по повести или роману, не считая рассказов. В том же году он женился на дочери преуспевающего ливерпульского коммерсанта и переехал в Лондон. В 1910-е годы писатель выпустил в числе прочих такие книги, как «Суд герцога» (1912), «Знамя Быка» (1915), «Морской ястреб» (1915), два тома «Капризов Клио» («Ночи истории») (1917, 1919).
В годы Первой мировой войны Сабатини стал английским подданным и работал на британскую разведку в качестве переводчика. К 1921 году литературный стаж Рафаэля Сабатини насчитывал уже четверть века, но именно тогда к писателю пришёл успех — с выходом в Англии, а позже в США, романа «Скарамуш», повествующем о времени Великой Французской революции. Книга стала международным бестселлером. Ещё больший успех сопутствовал его роману «Одиссея капитана Блада» (1922). А в 1935 году «Одиссея капитана Блада» была перенесена на экран американским кинорежиссёром Майклом Кертицем. К середине 1920-х годов Сабатини стал весьма обеспеченным писателем. Однако в 1927 году произошла трагедия — в автокатастрофе погиб единственный сын писателя Рафаэль-Анджело (Бинки), и Сабатини впал в депрессию, а ещё через несколько лет они с женой развелись. Однако постепенно жизнь выправилась, писатель купил в тихом местечке на границе Англии и Уэльса дом с прудом, чтобы заниматься любимой рыбалкой, где он и намеревался прожить остаток жизни. В 1935 году Сабатини вновь женился. Вместе с женой он каждый январь, за исключением военных лет, отправлялся кататься на лыжах в Швейцарию, в Адельбоден. Сабатини продолжал писать, отдавая предпочтение рассказам, и в 1930-е годы вышли в числе прочих — две книги о капитане Бладе, ещё один том «Капризов Клио».
Следует полагать, что большое влияние на Сабатини оказали произведения Даниэля Дефо «Всеобщая история пиратства», «Дневник чумного года» и ряд других, а также биография самого Дефо. Последний в юности был участником восстания герцога Монмута против Якова II, потом был сторонником Вильгельма Оранского, активно участвовал в политике, часто меняя убеждения, некоторое время был в тюрьме. Все эти события так или иначе нашли отражение в романах Сабатини.
В годы Второй мировой войны у Сабатини начались проблемы со здоровьем, писать он стал меньше; его последний роман «Игрок» увидел свет в 1949 году. Последняя книга писателя, сборник рассказов «Бурные сказки», вышла в 1950 году. Зимой 1950 года писатель, уже тяжело больной, отправился, как всегда, в Швейцарию. Но почти все время он проводил в постели, едва в силах держать перо. 13 февраля 1950 года романиста, написавшего около пятидесяти книг и множество рассказов, не стало. Похоронен он в полюбившемся ему Адельбодене.

## Избранная библиография
- 1902 — «Поклонники Ивонны» (The Lovers of Yvonne)
- 1904 — «Рыцарь таверны» (Tavern Knight)
- 1906 — «Барделис Великолепный» (Bardelys the Magnificent)
- 1906 — «Попрание лилий» (The Trampling of the Lilies)
- 1907 — «Любовь и оружие» (Love-At-Arms)
- 1908 — «Златоустый шут» (The Shame of Montley)
- 1909 — «Лето Святого Мартина» (St. Martin’s Summer)
- 1910 — «Энтони Уайлдинг» (Anthony Wilding)
- 1911 — «Шкура льва» (The Lion’s Skin)
- 1911 — «Суд герцога» (The Justice of the Duke)
- 1912 — «Жизнь Чезаре Борджиа» (The Life of Cesare Borgia)
- 1912 — «Заблудший святой» (The Strolling Saint)
- 1913 — «Торквемада и испанская инквизиция» (Torquemada and Spanish Inquisition)
- 1914 — «Врата судьбы» (The Gates of Doom)
- 1915 — «Морской ястреб» (The Sea Hawk)
- 1915 — «Под знаменем быка» (The Banner of the Bull)
- 1917 — «Западня» (The Snare)
- 1917 — «Ночи Истории» (The Historical Nights' Entertainment)
- 1923 — «Одураченный фортуной» (Fortune’s Fool)
- 1924 — «Каролинец» (The Carolinian)
- 1926 — «Белларион» (Bellarion)
- 1927 — «Женитьба Корбаля» (The Nuptials of Corbal)
- 1928 — «Псы Господни» (The Hounds of God)
- 1929 — «Принц романтик» (The Romantic prince)
- 1929 — «Жатва» (The Reaping)
- 1930 — «Фаворит короля» (The King’s Minion)
- 1932 — «Чёрный лебедь» (Буканьер Его Величества)" (The Black Swan)
- 1933 — «The Stalking Horse»
- 1934 — «Венецианская маска» (Venetian Masque)
- 1934 — «Heroic Lives»
- 1935 — «Chivalry»
- 1937 — «Пропавший король» (The Lost King)
- 1939 — «Меч ислама» (The Sword of Islam)
- 1940 — «Маркиз де Карабас» (The Marquis of Carabas)
- 1941 — «Колумб» (Columbus)
- 1944 — «Король Пруссии» (King in Prussia)
- 1949 — «Игрок» (The Gamester)
- 1950 — «Turbulent Tales»

### Капитан Блад
- «Одиссея капитана Блада» («Captain Blood») (1922)
- «Хроника капитана Блада[англ.]» («The Chronicles of Captain Blood») (1931)
- «Удачи капитана Блада[англ.]» («The Fortunes of Captain Blood») (1936)

### Скарамуш
- «Скарамуш» («Scaramouche») (1921)
- «Возвращение Скарамуша» («Scaramouche the Kingmaker») (1931)

## Издания на русском языке
- Рафаэль Сабатини. Одиссея капитана Блада. Хроника капитана Блада. — М: Детская литература, 1969, 1980.
- Рафаэль Сабатини. Одиссея капитана Блада. Хроника капитана Блада / Ред. Н. А. Преснова. — М.: Правда, 1984. — 574 с. — 2 900 000 экз.
- Рафаэль Сабатини. Собрание сочинений: В 15 тт. — М.: Прибой; Вокруг света, 1992—1996.
- Рафаэль Сабатини. Собрание сочинений: В 8 тт. — М.: Культура и традиции; Ойкумена, 1992—1994[4].
- Рафаэль Сабатини. Собрание сочинений: В 10 тт. — М.: Терра—Книжный клуб, 2008.